# 非整合

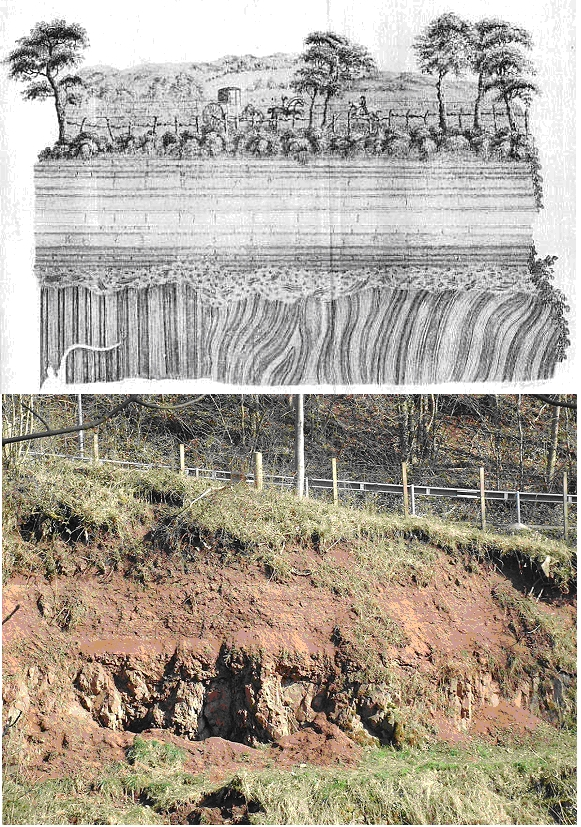
苏格兰杰德堡的“赫顿不整合”，插图由1787年约翰·克拉克绘制，照片为2003年实地拍摄。

非整合，即非整合面、不整合面，是一层将两种不同年代岩石体或地层分隔开，表明沉积物堆积不连续的地下侵蚀或非沉积面。一般来说，较古老的层在较年轻层沉积前的一段时间中会受到侵蚀，但该术语用于描述沉积地质记录中的所有断裂。“詹姆斯·赫顿”（James Hutton）展示了角度不整合的重要性（见下文），他分别在1787年的杰德堡和1788年的西卡角（Siccar Point）发现了“赫顿不整合”的实例。
不整合面上方的岩石总是比下方的更年轻（除非层序被翻转）。不整合面表示该段时间中，某一区域内未保存沉积物，或在随后的下次沉积前未受到侵蚀。该时段缺失的局部记录，地质学家必须用发现的其他线索来弥补。未反映的地质时段称为“间断”，这是一种相对定年。

## 类型

### 平行不整合

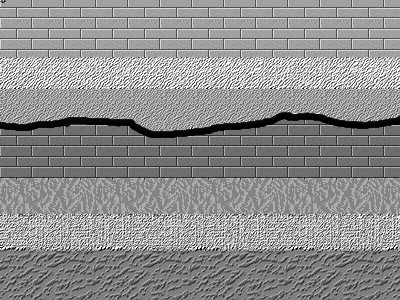
平行不整合

平行不整合是代表侵蚀或非沉积时期二层平行沉积岩层间的非整合面。非整合面以地面侵蚀特征为标志，这种类型的侵蚀会在岩石记录中留下沟壑和古土壤。

### 非整合

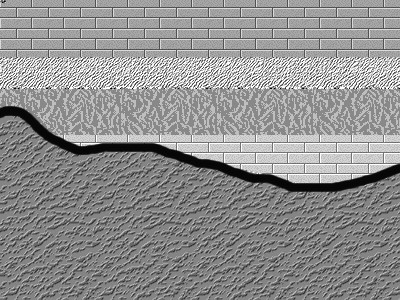
非整合

当沉积岩重叠或堆积在受侵蚀的变质岩或火成岩上时，它们之间就会出现非整合面，也即，如果裂缝下方的岩石是火成岩或因变质作用已失去层理，则二者的接合面就为非整合的。

### 交角不整合

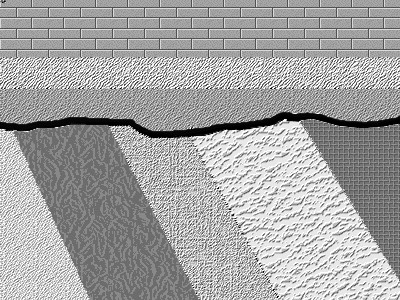
角度不整合

角度不整合是指水平平行的沉积岩地层覆盖在倾斜和侵蚀地层上时，所产生的角度不一致非整合面。整个层序随后可能会因进一步的造山活动而变形或更倾斜。历史上出现的典型案例是侏罗纪期间瑞士和法国前阿尔卑斯山麓—布里昂松奈地区（Briançonnais realm）的古构造演化。

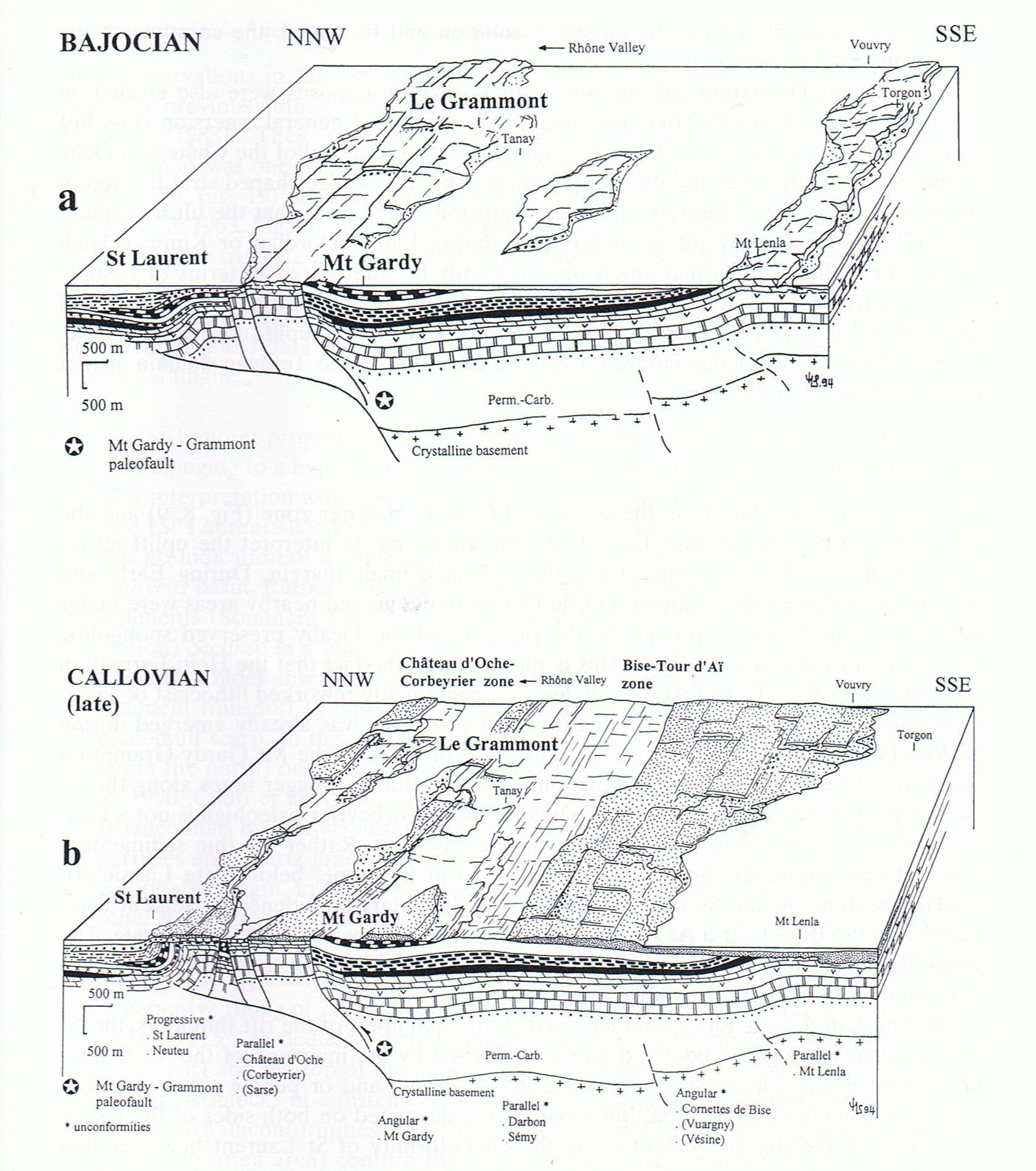
阿尔卑斯山（布里昂松奈）复原再造剖面和区块结构图。
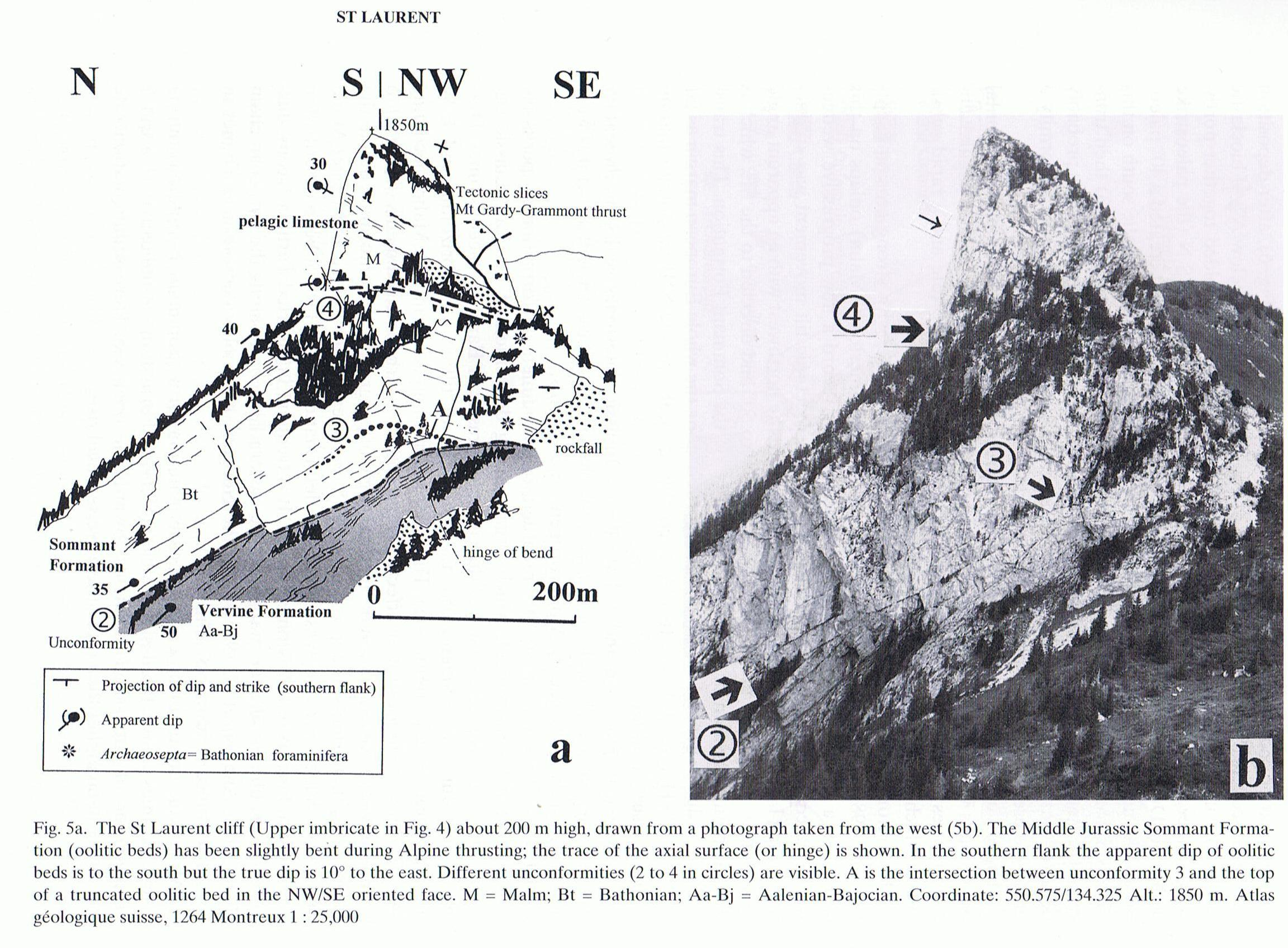
布里昂松奈北部边缘连续的角度不整合面和冲积扇。沙布莱阿尔卑斯山脉500万年前的中侏罗纪期间，影响了从道格统到麻姆统650米的沉积物。

### 准整合

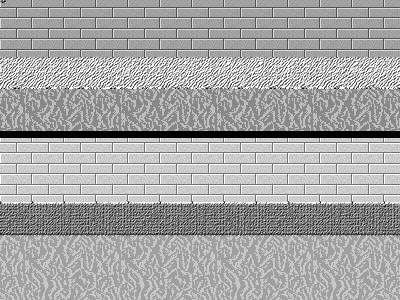
准整合

准整合或似整合也是一种不整合类型，但不整合面上下方的沉积层平行，二者间没有明显的侵蚀间断，例如，化石证据表明沉积中断，也称为非沉积不整合或假整合，短期的准整合称为小间断。

### 长壁状不整合
当较新地层沉积在较古老地层上从而产生岩层结构改变时，就会出现长壁状不整合。

### 模糊不整合
模糊不整合面是一种平行不整合或非整合，没有清晰的分离面或接触，有时由土壤、古土壤或源自下层岩石的卵石层组成。

## 图集

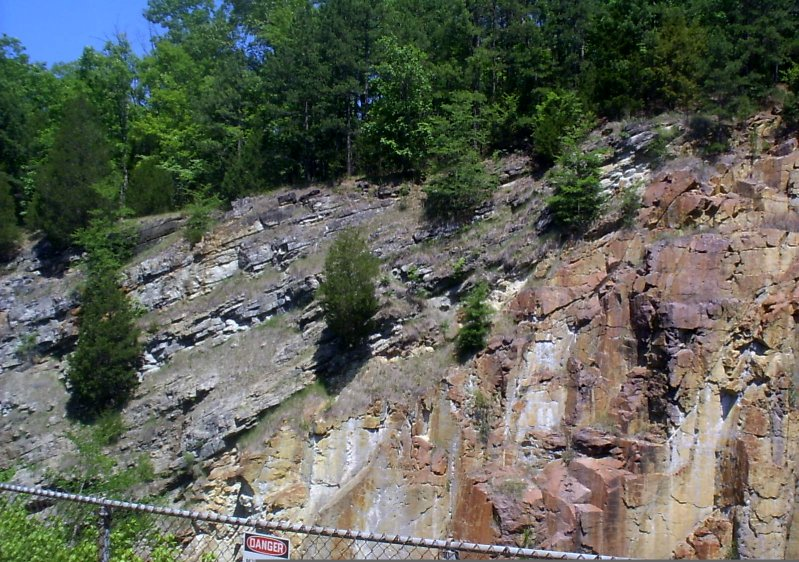
密苏里州托姆索克水电站附近的地质记录中有十亿年的空白，那里的5亿年前白云岩“非整合”地覆盖在15亿年前的流纹岩上。
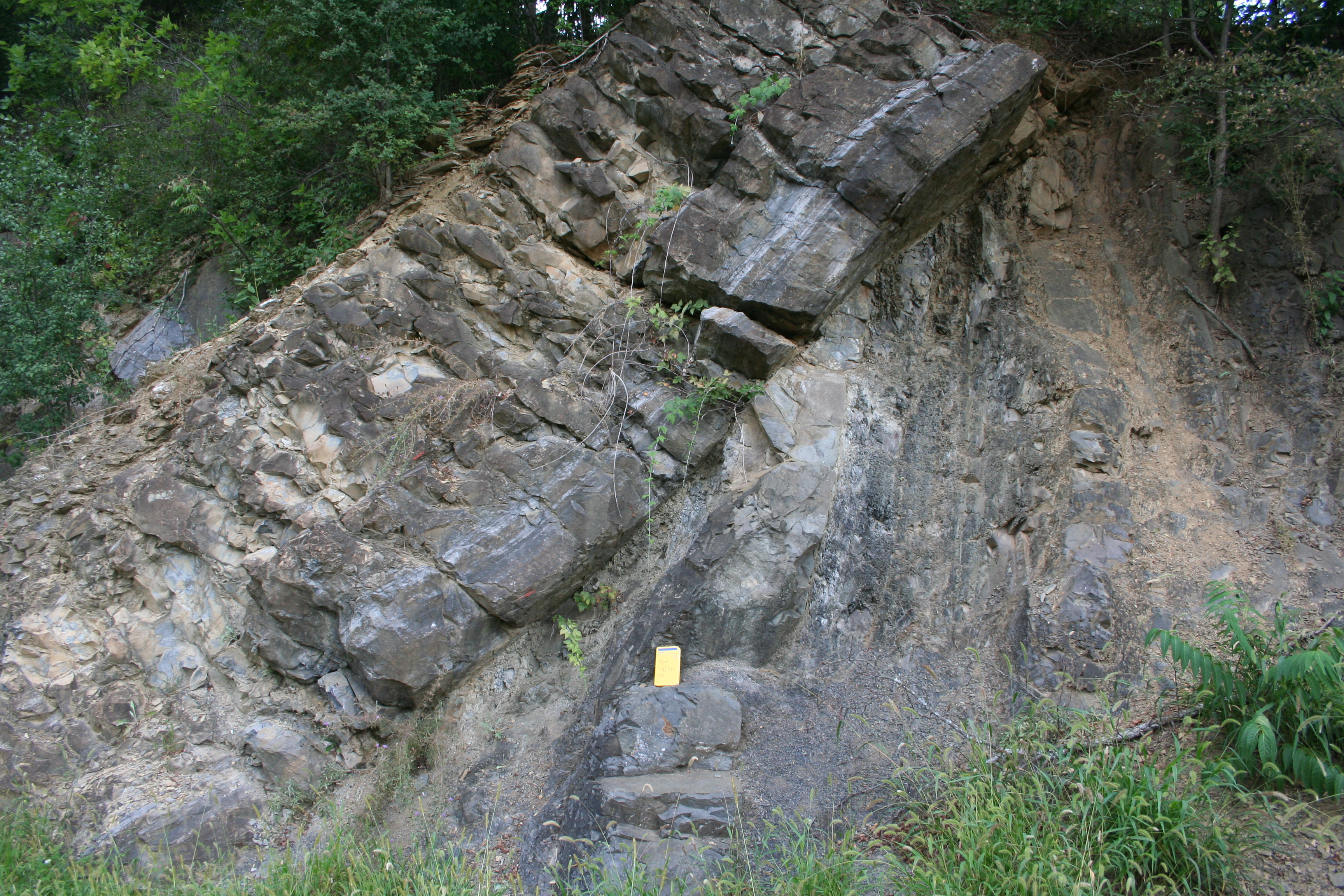
纽约卡茨基尔附近的“塔科尼克不整合”，该角度不整合面将奥陶纪的奥斯汀格伦层与上覆的志留系朗道特层和泥盆系的曼利厄斯层分隔开来。
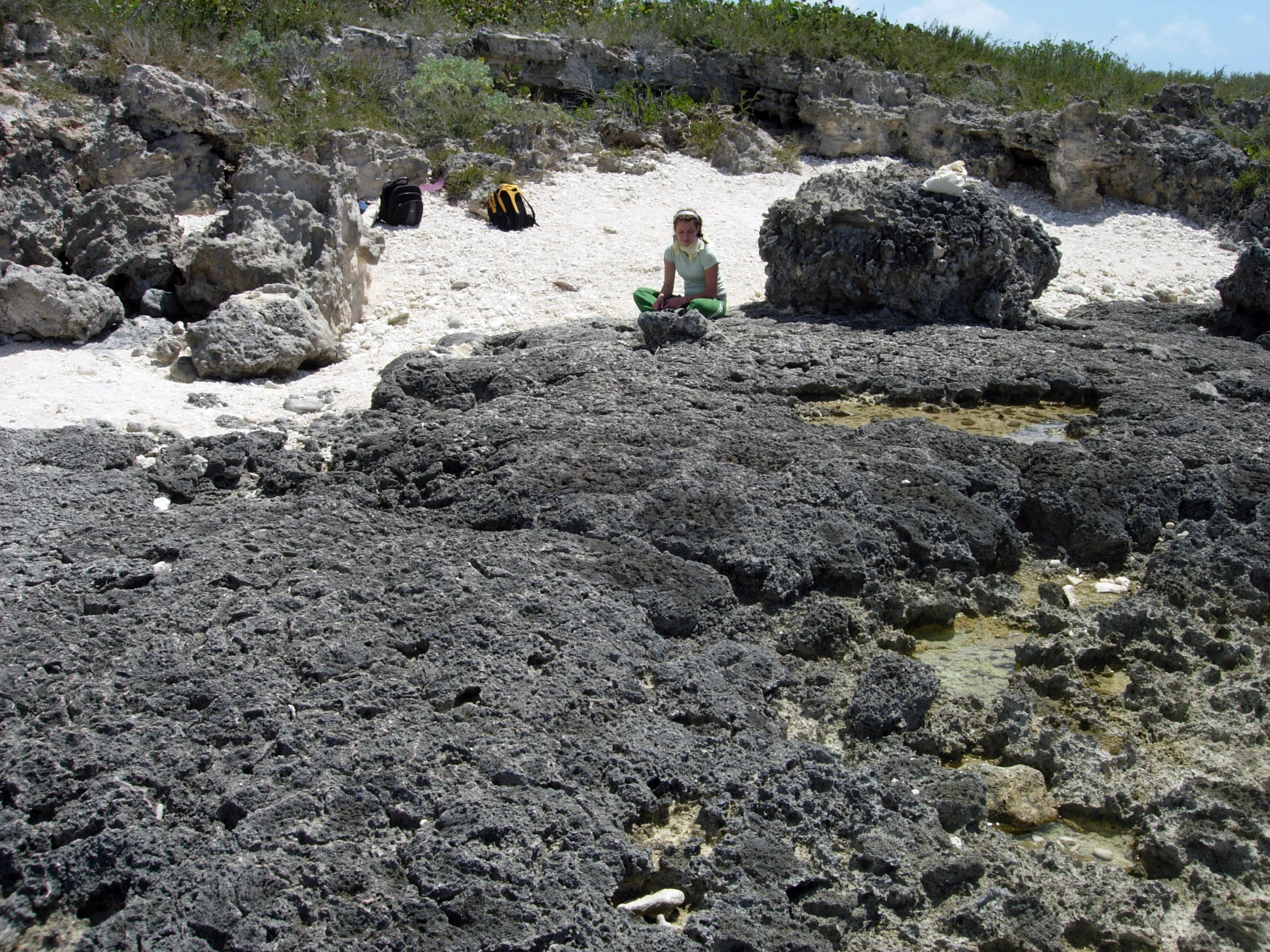
巴哈马大伊纳瓜珊瑚礁化石中的间冰期“平行不整合”。前景显示了被侵蚀截断珊瑚，地质学家身后被侵蚀的珊瑚柱，是海平面再次上升后，在不整合面上所生长出的。
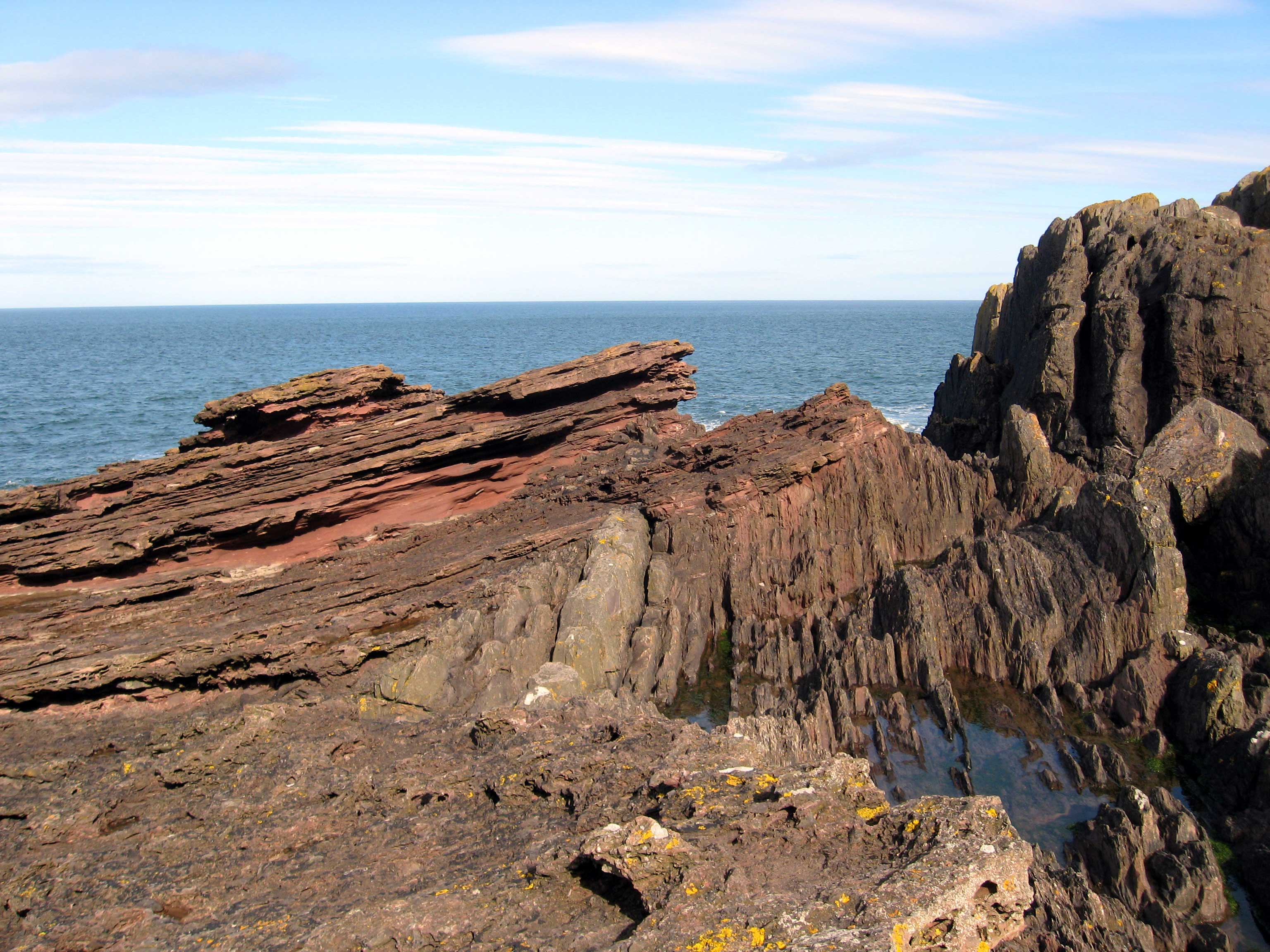
位于西卡角的赫顿“角度不整合面”，3.45亿年前的泥盆纪老红砂岩覆盖在4.25亿年前的志留纪硬砂岩上[12]。
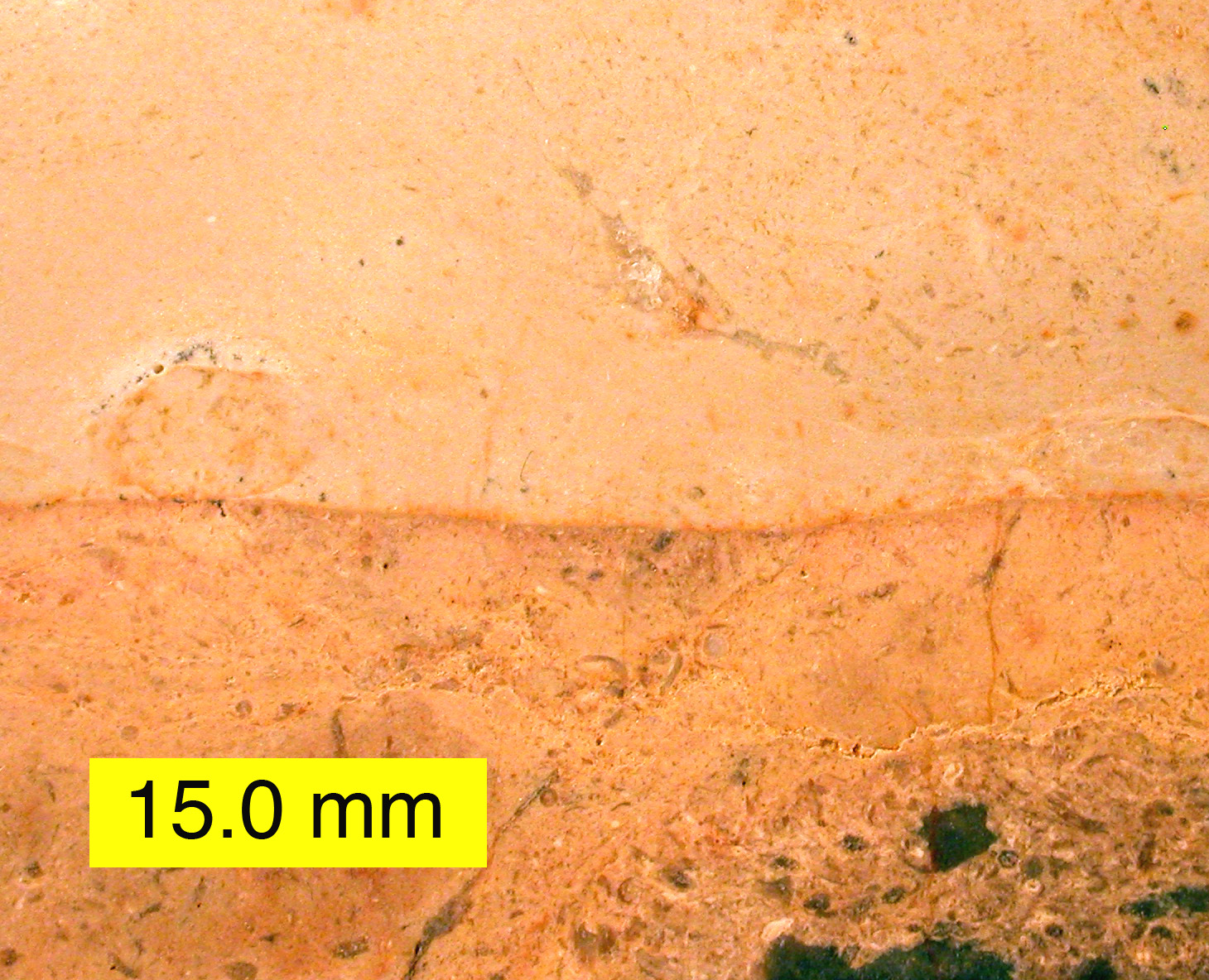
德克萨斯州下白垩纪爱德华兹层与所覆盖的下二叠纪石灰岩之间的“准整合”，二者“间断”时间约为1.65亿年。
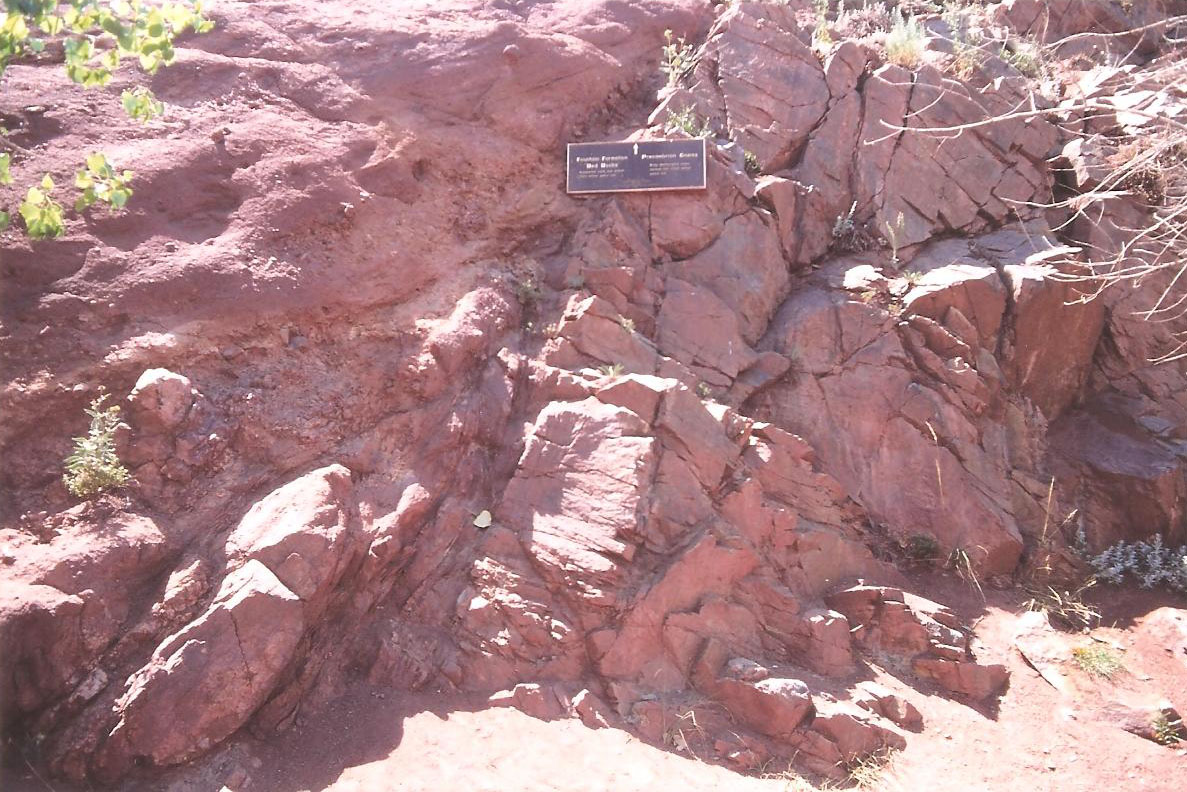
科罗拉多戈尔登附近红石公园的宾夕法尼亚世喷泉层（左）与前寒武纪片麻岩（右）之间的“非整合”。
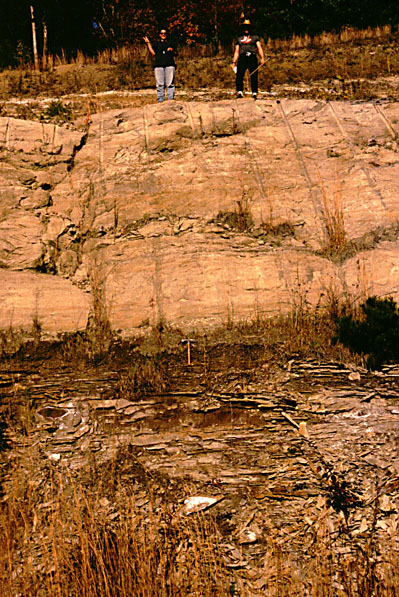
俄亥俄州杰克逊市附近的下层密西西比系波顿组和上层宾夕法尼亚世沙伦砾岩间的“准整合”（位于锤子处）。
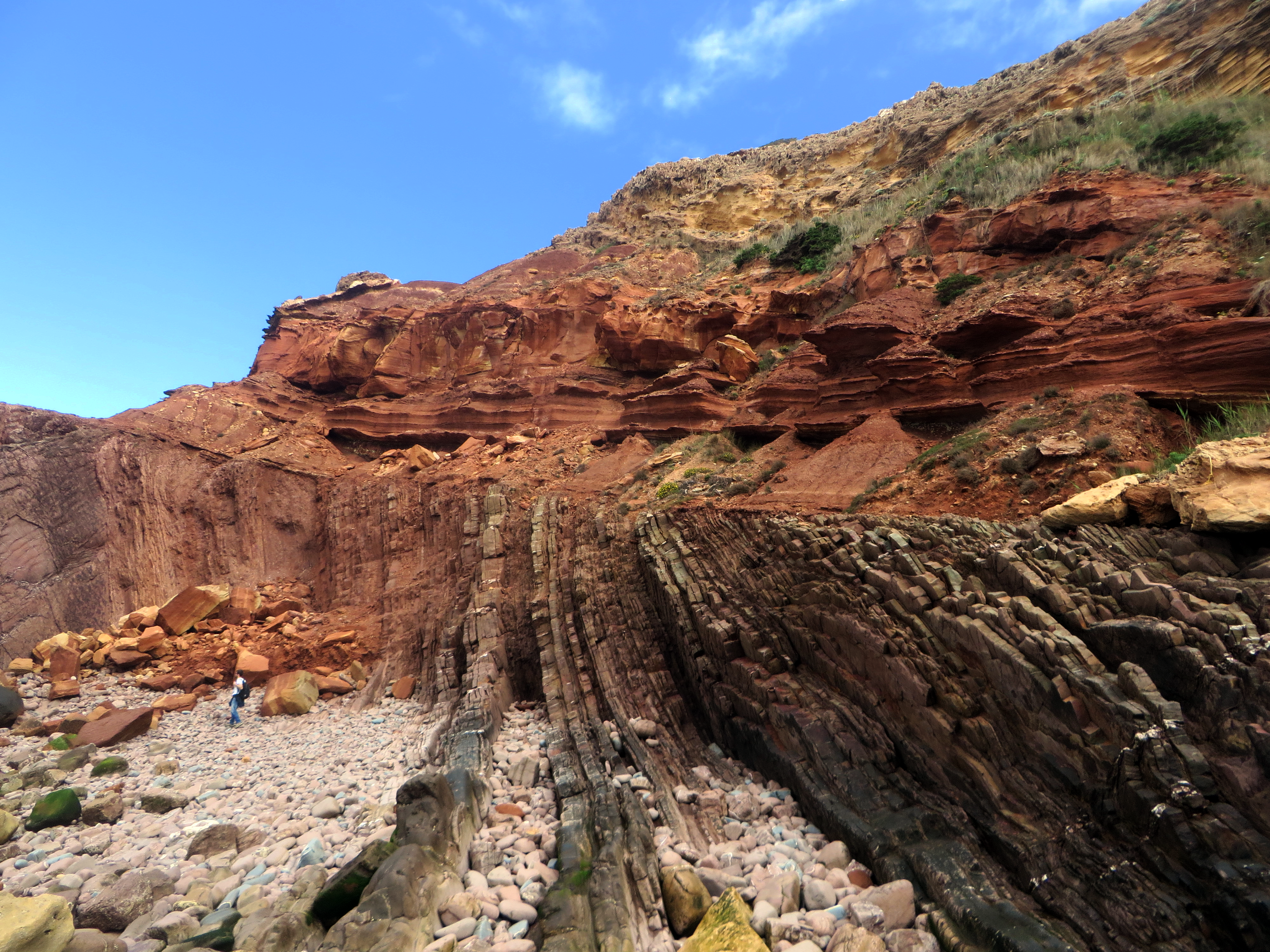
葡萄牙特列鲁海滩上三叠纪岩石“角度不整合”地覆盖在陡斜的石炭纪岩石。
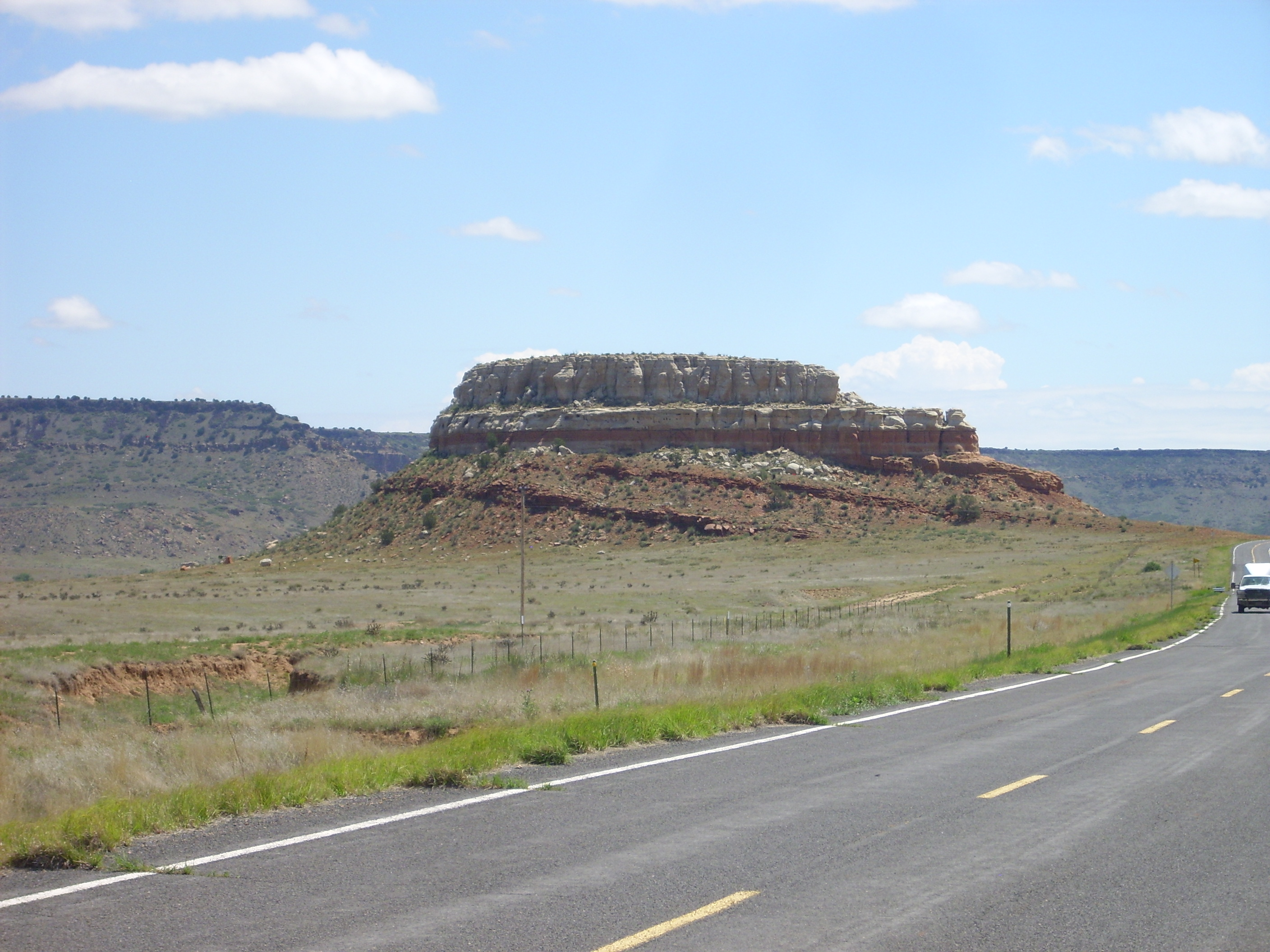
干燥西马隆谷中的蒸汽船丘，下部分的多克群和上部分埃克塞特组之间“角度不整合”。

## 参引文献
1. ↑  Hutton's Unconformity 的存檔，存档日期2015-09-24.
2. ↑  Keith Montgomery.  (PDF). University of Wisconsin. 2003  [2015-03-16]. （原始内容 (PDF)存档于2016-04-15）.
3. ↑  Monroe J.S., Wicander R. & Hazlett R.W. . Cengage Learning. 2007: 267  [2021-09-22]. ISBN 9780495011484. （原始内容存档于2021-09-23）.
4. ↑  .   [2021-09-22]. （原始内容存档于2021-09-22）.
5. ↑  Stokes, W. Lee. . Prentice Hall,Inc. 1982: 65. ISBN 0-13-285890-8.
6. ↑  Septfontaine M. (1984): Le Dogger des Préalpes médianes suisses et françaises - stratigraphie, évolution paléogéographique et paléotectonique.- Mém. Soc. Helv. Sci. Nat., vol. 97, 121 p. (Birkhäuser éd.)
7. ↑  Septfontaine M. (1995): Large scale progressive unconformities in Jurassic strata of the Prealps South of lake Geneva: interpretation as synsedimentary inversion structures. Paleotectonic implications. Eclogae geol. Helv., 88:3 553–576.
8. ↑  Catuneanu O. . Elsevier. 2006: 15  [2021-09-22]. ISBN 9780080473987. （原始内容存档于2021-09-23）.
9. ↑  . McGraw-Hill. 1966: 192  [2021-09-22]. （原始内容存档于2021-09-23）.
10. ↑  Groshong R. H. . Springer Science & Business Media. 2013  [2021-09-22]. ISBN 9783662039120. （原始内容存档于2021-09-23）.
11. ↑  Neuendorf K.K.E. . 2005: 73  [2021-09-22]. ISBN 9780922152766. （原始内容存档于2021-11-26）.
12. ↑  Cliff Ford. . Field Excursion Preview. University of Edinburgh School of GeoSciences. 2 September 2003  [2008-10-20]. （原始内容存档于2015-09-24）.

## 延伸阅读
- 1996年在CD-ROM上出版的《美国矿业局采矿、矿产及相关术语词典》。